# Oliarus undabunda
Oliarus undabunda är en insektsart som beskrevs av Van Stalle 1989. Oliarus undabunda ingår i släktet Oliarus och familjen kilstritar. Inga underarter finns listade i Catalogue of Life.